# Аппій Клавдій Пульхр (консул 185 року до н. е.)
Аппій Клавдій Пульхр (225 до н. е. — після 173 до н. е.) — політичний та військовий діяч Римської республіки, дипломат, консул 185 року до н. е.

## Життєпис
Походив з патриціанського роду Клавдіїв. Син Аппія Клавдія Пульхра, консула 212 року до н. е. У 198 році до н. е. Аппій обіймав посаду військового трибуна в армії Тіта Квінкція Фламініна під час військових дій у Греції. Також брав участь у перемовинах із Філіппом V, царем Македонії. Після цього займався придушенням повстання беотійців та захопив фортецю Акрефілія. Після цього брав участь як очільник кінноти та легкої піхоти у 195 році до н. е. у війни проти Набіса, царя Спарти.
У 194 році до н. е. перевів гарнізон з Акрокоринфа до Орика. 191 року до н. е. призначений легатом в армії консула Марка Бебія Тамфіла, який воював з етолійцями та Антіохом III, царем Сирії. Завдяки хитрості Аппій Клавдій захопив м. Ларисса, після чого брав участь в облозі Гераклеї.
У 188 році до н. е. Клавдій став претором у справах іноземців. 185 року до н. е. обраний консулом, разом з Марком Семпронієм Тудітаном. Під час своєї каденції воював із лігурійським племенем ігавнів, захопив 6 міст і багато полонених.
У 184 році до н. е. очолив посольство до Македонії й Греції. Тут він передав вимоги Філіппу V, македонському царю, щодо покарання винних у вбивстві мешканців Маронеї — союзників Риму. Потім взяв участь у загальноахейських зборах у м. Клітор, де розбирав суперечки між ахейцями та спартанцями. Після цього вирушив до Криту, де також вирішував суперечки міст. 183 року до н. е. був обраний одним з уповноважених щодо вирішення питання стосовно повернення лакедемонських вигнанців.
У 174 році до н. е. знову у складі посольства, тепер до Етолії, щоб вирішити внутрішні суперечки. Втім це посольство було невдалим. Після цього Аппій Пульхр зміг владнати суперечки у Фессалії та Перребії.

## Родина
Діти:
- Аппій Клавдій Пульхр, консул-суффект 130 року до н. е.